# Privredna reforma 1964.
Privredna reforma 1964. / 1965. je bio skup gospodarskih i političkih mjera koje je provela SFR Jugoslavija u drugoj polovici 1960-ih, u cilju oživljavanja i ozdravljenja gospodarstva.
Taj zaokret prema tržišnoj ekonomiji (jugoslavenski eufemizam za kapitalizam) i napuštanje klasične socijalističke planske privrede, donio je puno
više slobode u cijelom društvu, i na samom početku i prilično pozitivne rezultate - čak je i dinar postao konvertibilan (jedno kratko vrijeme). Međutim reforma je imala i svoju tamnu stranu, - velik porast nezaposlenosti, povećanje socijalnih nejednakosti i naglo bujanje vanjskog duga. Tako da je reforma sama od sebe stala negdje početkom 1970-ih

## Pozadina reforme
Nakon godina velikog gospodarskog rasta između 1947. – 1953. i fantastičnog rasta industrijske proizvodnje (koji se kretao do čak 26% godišnje), početkom 1960-ih došlo je do stagnacije i problema sa servisiranjem inozemnih kredita. Brzi poslijeratni 
razvoj bio je ostvarivan isprva zahvaljujući djelomično i zbog velike američke pomoći, nakon Drugog svjetskog rata (oni su imali poseban zakon PL 480, po kojem su iz svojih državnih rezervi pomagali prijateljske zemlje). Nakon toga rast je ostvarivan podizanjem vanjskih kredita, ali je zbog toga ubrzo došlo do problema otplate tih kredita. Zbog tog je 1964. godine opozvan Petogodišnji plan 1961. – 1965. 
i najavljena Velika privredna reforma na 8. kongresu SKJ, održanom u prosincu 1964. u Beogradu.

## Ciljevi reforme
Cilj reforme je bilo uvođenja zakona ponude i potražnje (tržišnog gospodarstva), davanje veće samostalnosti privrednim poduzećima. Davanje veće slobode privatnom kapitalu (obnova obrtništva i manjih privrednih pogona). Monetarna reforma, - uvođenje realnog tečaja dinara 
(cilj je bio konvertibilni dinar), on je devalviran 25. srpnja 1965. godine, sa 750 na 1250 za 1 USA $ (66,7%) a istovremeno je provedena i denominacija.

Te mjere značile su i uvođenje nagrađivanja prema radu, ali i naglo povećanje socijalnih razlika uz velik porast nezaposlenosti. U sklopu reforme liberaliziran je promet prema
inozemstvu, - građani SFRJ mogli su praktički gotovo bez ikakvih ograničenja zatražiti i dobiti putovnicu i otputovati gdje žele na Zapad. Dobar dio naglo nezaposlenih,- iskoristio je to pravo i krenuo u svijet trbuhom za kruhom. U sklopu reforme liberalizirano je i bankarstvo, - otpočele su s radom prve domaće komercijalne banke, koje su počele davati kredite građanima.

## Nosioci reforme
Formalno reformom su se bavili tadašnji najviši partijski rukovodioci; Edvard Kardelj i Vladimir Bakarić. No pravi kreator i izvršitelj reforme bio je tadašnji Savezni sekretar za financije (1962. – 1967.) u Saveznom izvršnom vijeću (vlada SFRJ) Kiro Gligorov s timom ekonomskih stručnjaka iz cijele zemlje, između ostalih iz Hrvatske su to bili; Dragomir Vojnić i Božo Marendić, a iz Srbije Borislav Jović.

## Dosezi reforme
Reforma je nakon početnih pozitivnih rezultata, - povećanje deviznog priliva u prvim godinama nakon uvođenja, - konvertibilni dinar. Okretanja 
privrede prema stvarnim potrebama i željama tržišta, uskoro počela pokazivati i svoju negativnu stranu. Naglo je porastao broj nezaposlenih, - naglo
je počeo bujati vanjski dug, i naglo su se povećale socijalne razlike u društvu - pa su narasle i političke tenzije (štrajkovi po poduzećima, studentski bunt 1968., 
Hrvatsko proljeće, Kosovo).

Zagovornici reforme govorili su da tako ograničena reforma i nije mogla uspjeti, - ona se trebala proširiti i na politiku (uvođenje višepartijskog sistema). Jer se u jednopartijskoj socijalističkoj Jugoslaviji (s monopolom SKJ) i dominacijom društvenog (državnog) vlasništva u sferi proizvodnje, nije mogla provesti reforma na duži rok.

Protivnici reforme govorili su da je ona potpuno dokinula planiranje i koordinirajuću funkciju federalnih tijela, te da je brojnim posrednim mjerama - sputavana snaga tržišta i inicijativa gospodarstva. To jest da niti je gospodarstvo vođeno (planirano), niti je prepušteno zakonima samoregulacije (tržište).